# 1178
| [ Edytuj tabelę ]                |                                                               |
| Książę Małopolski                | - 1177 Kazimierz II Sprawiedliwy 1194                         |
| Książę Wielkopolski              | - 1177 Odon Mieszkowic 1194                                   |
| Król Angkoru                     | - 1177 bezkrólewie, okupacja Czampy 1181                      |
| Król Anglii                      | - 1154 Henryk II 1189                                         |
| Król Aragonii i hrabia Barcelony | - 1164 Alfons II Aragoński 1196                               |
| Książę Bawarii                   | - 1156 Henryk XII Lew 1180                                    |
| Margrabia Brandenburgii          | - 1170 Otto I 1184                                            |
| Książę Burgundii                 | - 1162 Hugo III 1192                                          |
| Cesarz Bizancjum                 | - 1143 Manuel I Komnen 1180                                   |
| Cesarz Chin                      | - 1162 Song Xiaozong 1189                                     |
| Książę Czech                     | - 1173 Sobiesław II 1178 - 1178 Fryderyk 1189                 |
| Król Danii                       | - 1157 Waldemar I Wielki 1182                                 |
| Władca Egiptu                    | - 1171 Saladyn 1193                                           |
| Król Francji                     | - 1137 Ludwik VII Młody 1180                                  |
| Król Gruzji                      | - 1156 Jerzy III 1184                                         |
| Hrabia Holandii                  | - 1157 Floris III 1190                                        |
| Cesarz Japonii                   | - 1168 Takakura 1180                                          |
| Kalif                            | - 1170 Al-Mustadhi 1180                                       |
| Król Kastylii                    | - 1158 Alfons VIII Szlachetny 1214                            |
| Patriarcha Konstantynopola       | - 1177 Charyton Eugeniota 1178                                |
| Władca Korei                     | - 1170 Myŏngjong 1197                                         |
| Król Leónu                       | - 1157 Ferdynand II 1188                                      |
| Kalif Maroka                     | - 1163 Abu Jusuf I 1184                                       |
| Król Nawarry                     | - 1150 Sancho VI 1194                                         |
| Król Norwegii                    | - 1161 Magnus V 1184 - 1177 Sverre Sigurdsson 1202            |
| Hrabia Palatynatu                | - 1155 Konrad Hohenstauf 1195                                 |
| Papież                           | - 1159 Aleksander III 1181 - 1168 antypapież Kalikst III 1178 |
| Król Portugalii                  | - 1139 Alfons I 1185                                          |
| Sułtan Rumu                      | - 1156 Kilidż Arslan II 1192                                  |
| Książę Rusi halickiej            | - 1153 Jarosław Ośmiomysł 1187                                |
| Cesarz Rzymski (niemiecki)       | - 1155 Fryderyk I Barbarossa 1190                             |
| Książę Saksonii                  | - 1142 Henryk Lew 1180                                        |
| Król Szkocji                     | - 1165 Wilhelm I 1214                                         |
| Król Szwecji                     | - 1173 Knut Eriksson 1196                                     |
| Doża Wenecji                     | - 1172 Sebastiano Ziani 1178 - 1178 Orio Mastropiero 1192     |
| Król Węgier                      | - 1172 Bela III 1196                                          |

Rok 1178 / MCLXXVIII
stulecia: XI wiek ~
XII wiek ~
XIII wiek

lata: 1168 «
1173 «
1174 «
1175 «
1176 «
1177 «
1178
» 1179
» 1180
» 1181
» 1182
» 1183
» 1188

## Wydarzenia w Polsce
- Kazimierz II Sprawiedliwy powierzył władzę nad Pomorzem Gdańskim Samborowi I.

## Wydarzenia na świecie
- 18 czerwca – pięciu mnichów z Canterbury było świadkami eksplozji wywołanej prawdopodobnie upadkiem meteorytu na obrzeżu niewidocznej strony będącego tuż po nowiu Księżyca. Śladem po uderzeniu może być krater Giordano Bruno.
- 29 sierpnia – Kalikst III zakończył schizmę i podporządkował się papieżowi Aleksandrowi III.

## Urodzili się
- 22 grudnia – Antoku, cesarz Japonii (zm. 1185)
- Hyesim Chingak – koreański mistrz sŏn (jap. zen) (zm. 1234)

## Zmarli
- 13 kwietnia – Sebastiano Ziani, doża Wenecji (ur. ok. 1102)
- 30 grudnia – Przybysław, książę meklemburski (ur. ?)
- data dzienna nieznana:
  - Michał III z Anchialos, patriarcha Konstantynopola (ur. ?)